# HD31732
HD31732 — подвійна зоря. 
Ця подвійна система має видиму зоряну величину в смузі V приблизно 8,7.
Вона розташована на відстані близько 710,6 світлових років від Сонця.

## Подвійна зоря
Головна зоря цієї системи належить до хімічно пекулярних зір й має спектральний клас F2.
Інша компонента має спектральний клас Зорі спектрального класу .